# Nationalratswahlkreis Aargau-Südost
Der Nationalratswahlkreis Aargau-Südost war ein Wahlkreis bei Wahlen in den Schweizer Nationalrat. Er bestand von 1890 bis 1919 (Einführung des heute üblichen Proporzwahlrechts) und umfasste den südöstlichen Teil des Kantons Aargau.

## Wahlverfahren
Hierbei handelte es sich um einen Einerwahlkreis. Dies bedeutet, dass nur 1 Sitz zu vergeben war und das reine Majorzwahlrecht zur Anwendung gelangte. Jeder Wähler hatte eine Stimme.

## Bezeichnung
Aargau-Südost ist eine inoffizielle geographische Bezeichnung. Im amtlichen Gebrauch üblich war eine über die gesamte Schweiz angewendete fortlaufende Nummerierung, geordnet nach der Reihenfolge der Kantone in der schweizerischen Bundesverfassung. Aufgrund der wechselnden Anzahl im Laufe der Jahre erhielten manche Wahlkreise mehrmals eine neue Nummer. Aargau-Südost trug ab 1890 die Nummer 40 und ab 1901 die Nummer 38.

## Ausdehnung

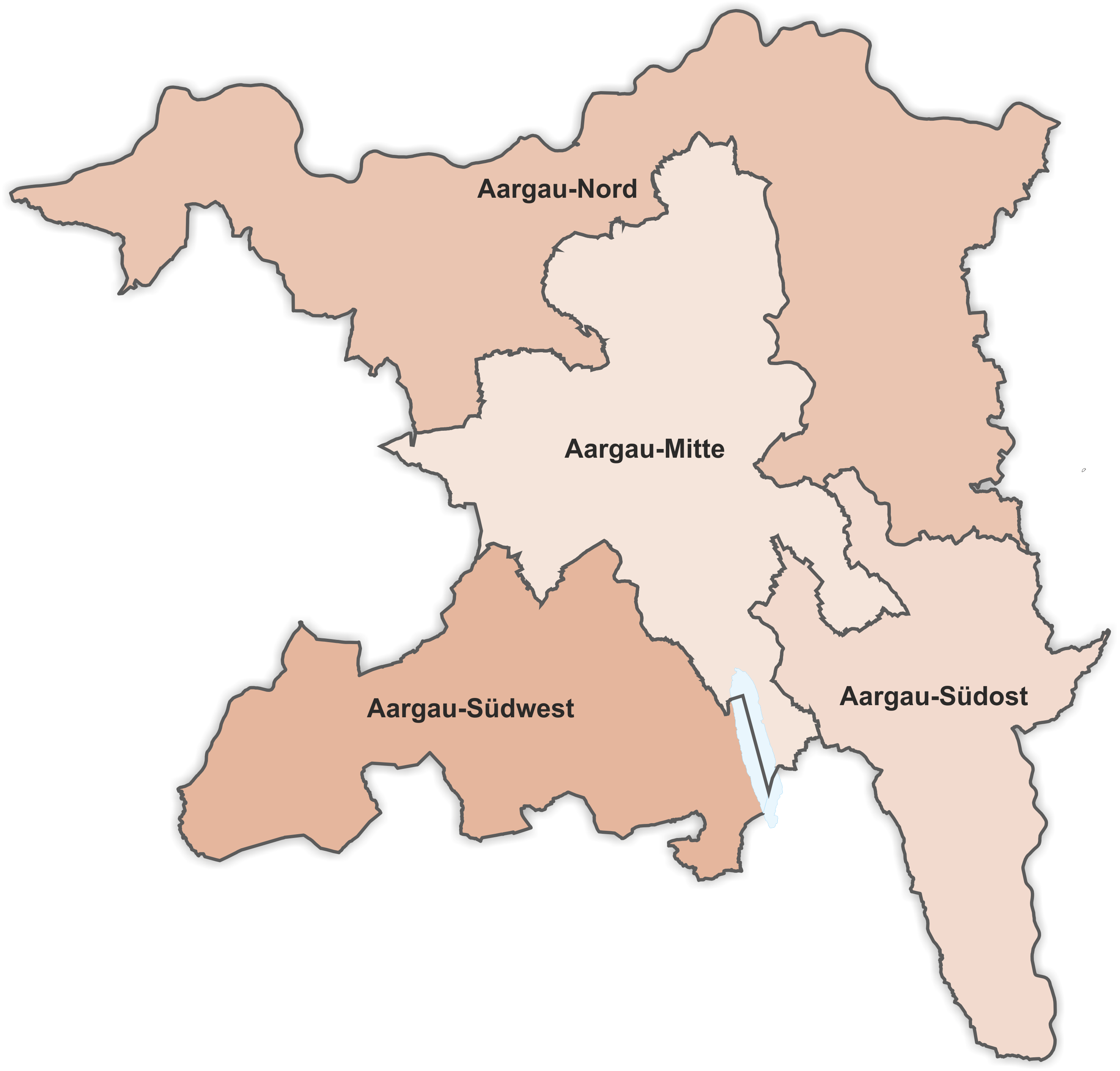
Wahlkreise Kanton Aargau 1890–1911

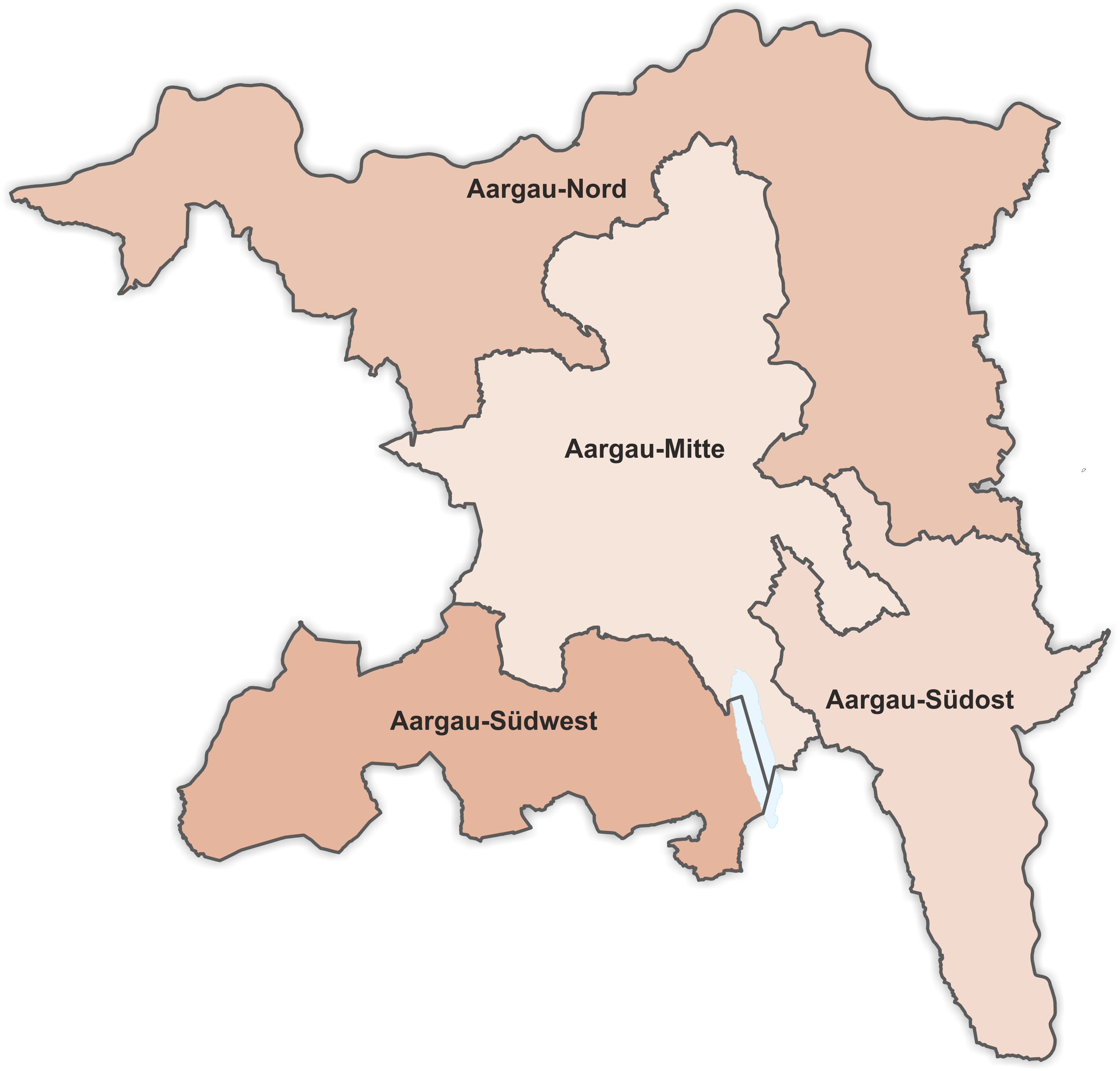
Wahlkreise Kanton Aargau 1911–1919

Das Gebiet des Wahlkreises wurde am 20. Juni 1890 mit dem «Bundesgesetz betreffend die Wahlen in den Nationalrath» festgelegt. Damit sollte der Bevölkerung der katholisch-konservativen Region Freiamt, die zuvor im reformiert-liberal geprägten Wahlkreis Aargau-Mitte regelmässig überstimmt worden war, eine Vertretung im Nationalrat ermöglicht werden. Aargau-Südost umfasste:
- den Bezirk Bremgarten (ohne die Gemeinden Anglikon, Dottikon, Hägglingen und Wohlen)
- den Bezirk Muri

1919 wurden die vier Aargauer Wahlkreise zum heute noch bestehenden Nationalratswahlkreis Aargau zusammengelegt, in welchem das Proporzwahlrecht gilt.

## Nationalräte
- G = Gesamterneuerungswahl
- E = Ersatzwahl bei Vakanzen

| Datum      | Wahl | Gewählte | Gewählte            | Partei |
| ---------- | ---- | -------- | ------------------- | ------ |
| 26.10.1890 | G    |          | Robert Weissenbach  | KK     |
|            |      |          |                     |        |
| 11.06.1893 | G    |          | Jakob Nietlispach   | KK     |
|            |      |          |                     |        |
| 29.10.1893 | G    |          | Jakob Nietlispach   | KK     |
|            |      |          |                     |        |
| 25.10.1896 | G    |          | Jakob Nietlispach   | KK     |
|            |      |          |                     |        |
| 29.10.1899 | G    |          | Jakob Nietlispach   | KK     |
|            |      |          |                     |        |
| 26.10.1902 | G    |          | Jakob Nietlispach   | KK     |
|            |      |          |                     |        |
| 29.10.1905 | G    |          | Jakob Nietlispach   | KK     |
|            |      |          |                     |        |
| 29.10.1908 | G    |          | Jakob Nietlispach   | KK     |
|            |      |          |                     |        |
| 29.10.1911 | G    |          | Jakob Nietlispach   | KK     |
|            |      |          |                     |        |
| 25.10.1914 | G    |          | Jakob Nietlispach   | KVP    |
|            |      |          |                     |        |
| 28.10.1917 | G    |          | Jakob Nietlispach   | KVP    |
|            |      |          |                     |        |
| 05.01.1919 | G    |          | Josef Jakob Strebel | KVP    |